# Maurice Karnaugh
Maurice Karnaugh   (Nova York, 4 d'octubre de 1924 - Bronx, 8 de novembre de 2022) fou un enginyer de telecomunicacions estatunidenc. Graduat a la Universitat Yale el 1952, va ser governador emèrit del ICCC ( International Council for Computer Communication ).
Va treballar com a investigador en els Laboratoris Bell des de 1952 a 1966, desenvolupant el mapa de Karnaugh (1954), així com patents per a la codificació PCM i circuits i codificació lògica magnètica. Més tard va treballar a la Divisió de Sistemes Federals d'IBM a Gaithersburg (1966 a 1970) i a l'IBM Thomas J. Watson Research Center (1970 a 1994), estudiant xarxes d'interconnexió multietapa.
Així mateix, va impartir informàtica en el Politècnic de Nova York de 1980 a 1999, i des de 1975 va ser membre del IEEE ( Institute of Electrical and Electronics Engineers ) per les seves aportacions sobre la utilització de mètodes numèrics en les telecomunicacions.
Karnaugh va morir al Bronx el 8 de novembre de 2022 a l'edat de 98 anys.